# Сидоров, Роман (латвийский футболист)
Рома́н Си́доров (латыш. Romāns Sidorovs; 14 февраля 1967, Рига) — советский и латвийский футболист, выступавший на позиции полузащитника.

## Карьера

### Клубная
Начал заниматься футболом с 7 лет в Рижской футбольной школе, первые тренеры Зигмунт Упнерс и Илмар Лиепиньш. Выступал за юношеские сборные Латвийской ССР разных возрастов, участвовал в составе сборной республики в Спартакиаде народов СССР.
Был призван на военную службу в Северный флот, служил в Северодвинске. Во время службы и в течение нескольких лет после демобилизации играл за городские команды на любительском уровне, становился чемпионом области. В 1990 году северодвинский «Строитель» с Сидоровым в составе занял 4-е место в первенстве СССР среди коллективов физкультуры.
В 1991 году тренер рижской «Пардаугавы» Георгий Гусаренко пригласил Сидорова в команду, Роман отыграл весь сезон в первой советской лиге. После развала Союза выступал за латвийские клубы высшей лиги, стал обладателем Кубка Латвии, играл в матчах Кубка обладателей кубков. Также играл за команды Гонконга и Швеции. Завершил карьеру игрока в 2001 году.
После окончания карьеры футболиста некоторое время работал водителем. В 2005—2009 годах тренировал ФК «Валмиера», с 2010 года работает тренером в Рижской футбольной школе. На данный момент тренерует женскую команду Рижской футбольной школы, которая участвует в высшей лиги Латвии по женскому футболу.

### Международная
В 1992—1993 годах сыграл 4 матча за сборную Латвии, во всех четырёх выходил на замены. Дебютный матч сыграл 8 апреля 1992 года против Румынии.
| Матчи Сидорова за сборную Латвии | Матчи Сидорова за сборную Латвии | Матчи Сидорова за сборную Латвии | Матчи Сидорова за сборную Латвии | Матчи Сидорова за сборную Латвии | Матчи Сидорова за сборную Латвии | Матчи Сидорова за сборную Латвии                  |
| -------------------------------- | -------------------------------- | -------------------------------- | -------------------------------- | -------------------------------- | -------------------------------- | ------------------------------------------------- |
| №                                | Дата                             | Город                            | Оппонент                         | Счёт                             | Голы                             | Соревнование                                      |
| 1                                | 8 апреля 1992                    | Бухарест                         | Румыния                          | 0:2                              | —                                | Товарищеский матч                                 |
| 2                                | 9 сентября 1992                  | Дублин                           | Ирландия                         | 0:4                              | —                                | Отборочный турнир чемпионата мира по футболу 1994 |
| 3                                | 20 февраля 1993                  | Вантаа                           | Литва                            | 1:2                              | —                                | Зимний кубок Балтии                               |
| 4                                | 21 февраля 1993                  | Вантаа                           | Эстония                          | 2:0                              | —                                | Зимний кубок Балтии                               |

Итого: 4 матча / 0 голов; 1 победа, 0 ничьих, 3 поражения.

## Личная жизнь
Жена Ольга, с которой Роман познакомился в Северодвинске. Сын Артём. Внук Кирилл.

## Достижения
- Обладатель Кубка Латвии: 1993